# Robert Hanssen

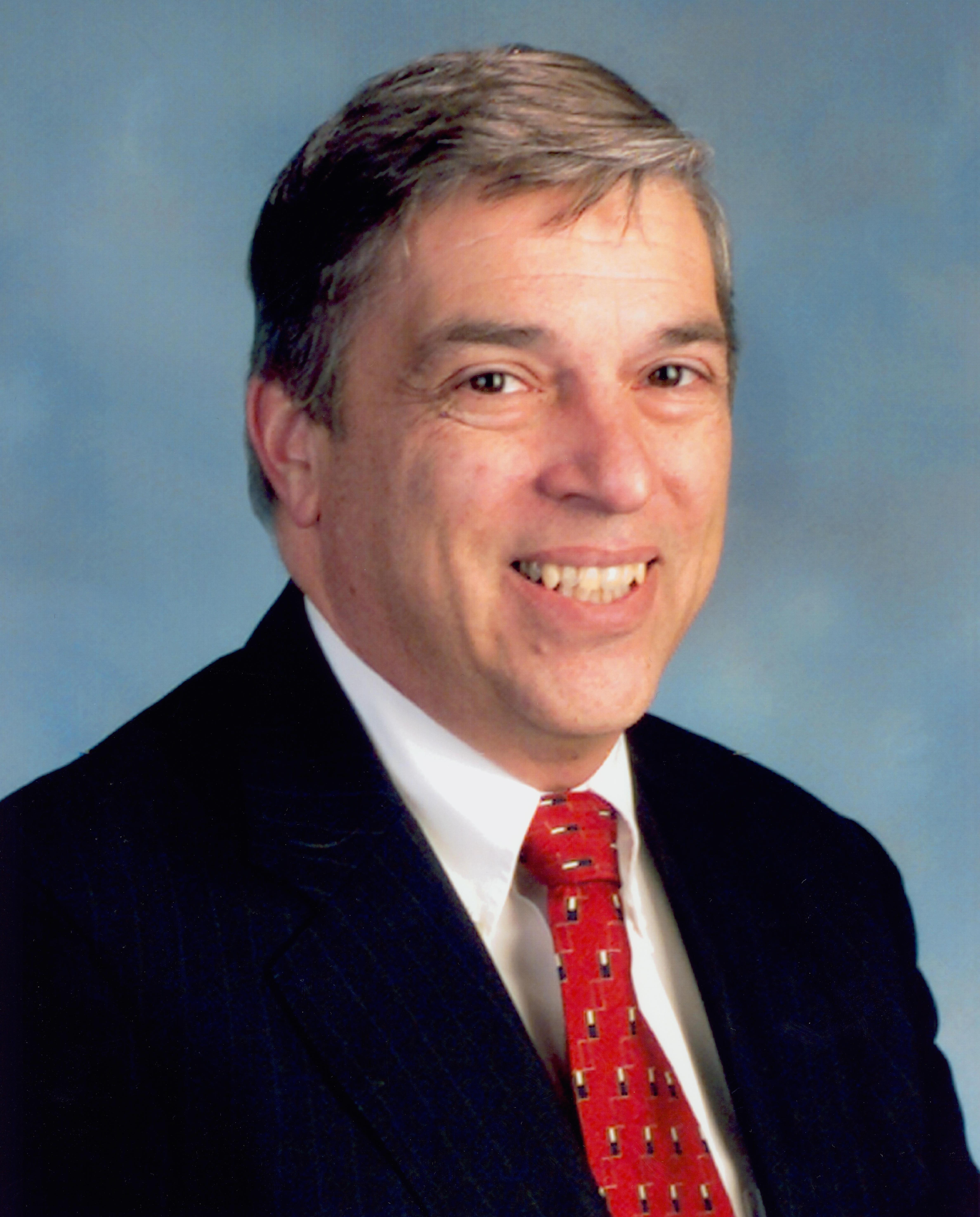
Robert Philip Hanssen

Robert Philip Hanssen (Chicago, 18 april 1944 – Florence (Colorado), 5 juni 2023) was een Amerikaans FBI-agent die van 1979 tot 2001 voor de KGB, en later voor de Dienst Buitenlandse Veiligheid van Rusland gespioneerd heeft. Hij werd veroordeeld in de Verenigde Staten tot levenslange opsluiting.

## Biografie
In 1976 ging Robert Hanssen in dienst bij de Amerikaanse inlichtingen- en veiligheidsdienst FBI. Op een bepaald moment werkte hij er bij de dienst contraspionage in New York, die Russische spionnen opspoorde in de Verenigde Staten.  Zo kwam hij in contact met de KGB, de inlichtingendienst van de Sovjet-Unie.
Onder de schuilnaam Ramon Garcia begon Hanssen met geheime informatie van de Amerikaanse overheidsdiensten door te spelen aan de Sovjet-Unie en na de val ervan aan Rusland, in ruil voor geld en onder meer diamanten en Rolex-horloges. Tussen 1985 en 2001 leverde hij zesduizend documenten, met onder meer militaire plannen en namen van dubbelagenten. Door schade die Amerikaanse veiligheidsdiensten hiervan ondervonden, trokken ze de conclusie dat er een lek was binnen hun rangen. Onder meer drie Sovjetofficieren die voor de FBI werkten, werden ontmaskerd en geëxecuteerd. Een grootschalig intern onderzoek gaf geen resultaat. Uiteindelijk was het een overgelopen voormalige KGB-agent die ervoor zorgde dat Hanssen werd gepakt in 2001. Bij zijn arrestatie zou hij gezegd hebben: "What took you so long?".
Hanssen ontsnapte aan de doodstraf door mee te werken aan het onderzoek. In 2002 werd hij wegens spionage veroordeeld tot levenslang zonder de mogelijkheid om ooit vrij te komen. Hij zat tot aan zijn dood vast in de Supermax beveiligde United States Penitentiary Administrative Maximum Facility Florence (ADX Florence) te Colorado, waar hij 23 uur per dag in een isoleercel zat. Hanssen overleed op 79-jarige leeftijd. Hij werd dood aangetroffen in zijn cel.